# Kleine muisspecht
De kleine muisspecht (Xiphorhynchus fuscus) is een zangvogel uit de familie Furnariidae (ovenvogels).

## Verspreiding en leefgebied
Deze soort komt voor in het oosten en zuidoosten van Zuid-Amerika en telt drie ondersoorten:
- X. f. pintoi: westelijk Bahia.
- X. f. tenuirostris: de kust van oostelijk Brazilië.
- X. f. fuscus: zuidoostelijk Brazilië, oostelijk Paraguay en noordoostelijk Argentinië.

## Status
De grootte van de populatie is niet gekwantificeerd maar de soort wordt omschreven als vrij algemeen. Op de Rode lijst van de IUCN heeft deze soort de status niet bedreigd.